# Cecil Bødker
Pour les articles homonymes, voir Bødker.
Cecil Skaar Bødker (née le 27 mars 1927 à Fredericia et morte le 19 avril 2020) est une femme de lettres danoise, connue pour son personnage Silas qui a inspiré une série télévisée pour la jeunesse, Silas. Elle est lauréate du prestigieux prix international, le Prix Hans-Christian-Andersen, catégorie Écriture, en 1976.

## Biographie
Fille de Hans Peter Jacobsen, dessinateur dans une fabrique d'argenterie, Cecil commençe à écrire dès l'enfance. Elle termine une formation d'orfèvre en 1948, et travailla quelque temps dans l'atelier d'orfèvrerie de Georg Jensen à Copenhague, mais abandonne cette profession pour se consacrer à l'écriture. Ses premiers poèmes furent publiés sous le nom de Cecil Skaar. Son premier recueil, Luseblomster, paru en 1955, est bien accueilli et la plaçe, avec les recueils suivants Fygende Heste (1956) et Anadyomene (1959), parmi les écrivains majeurs du modernisme à orientation mythique de l'après-guerre.
Son premier livre pour enfants, Silas et la jument noire, est publié en 1967. Il inspire la série allemande en six épisodes de 1981. 
L'imagerie de ses poèmes se retrouve dans ses recueils de prose. Le recueil de nouvelles L'Œil (1961) est l'une de ses œuvres les plus connues, et plusieurs de ses histoires devinrent des classiques scolaires, lues et interprétées par des générations d'élèves des collèges et lycées danois. La ligne moderniste de son écriture s'est poursuivie avec la pièce radiophonique Le Rire (1964), la nouvelle Harley (1965) et le roman radiophonique Pap (1967). Avec les pièces radiophoniques Badekarret (1965) et Dukke min (1967), elle s'est particulièrement concentrée sur la relation problématique entre les humains, l'identité et la responsabilité.
Son récit de voyage La Maison du marchand de sel (Salthandlerskens hus, 1972) marque un point culminant de son œuvre. Le contexte de ce livre est celui d'une invitation de Cecil Bødker en Éthiopie pour écrire un livre pour enfants. Intitulé Le Guépard, il sera publié en 1970. Lors de son voyage en Afrique, elle vit pendant trois mois dans un village et côtoie la marchande de sel Debiteh, une veuve mère de neuf enfants. Après le décès de cette dernière, Bødker adopte deux des filles de Debiteh, élevées au Danemark, avec ses deux filles biologiques. La Maison du marchand de sel s'inscrit dans le prolongement d'une prise de conscience critique croissante en Europe sur la situation du Tiers-Monde et sur la coresponsabilité des Européens face à la pauvreté, à la maladie et à la faim dans ces pays. Parallèlement, Bødker est en avance sur son temps en introduisant une conscience écologique totalement inconnue en Occident à cette époque.
Ses romans Evas Ekko (1980) et Tænk på Jolande (1981) ont placé son écriture au cœur de la littérature féminine moderne. Dans le roman Mens tid er (1997), elle réexamine le thème de l'émancipation féminine. La même année, elle a également publié ses mémoires intitulées Farmors øre.
Nombre de ses livres ont été traduits dans d'autres langues. Le livre Hungerbarnet a été adapté au cinéma en 2002 sous le titre La Petite Tinke de Morten Køhlert.

## Vie privée
Le nom de famille Bødker vient de son mariage avec Arne Bødker entre 1953 et 1974, avec qui elle a eu les filles Dorete et Mette. Cecil et son mari ont également adopté les enfants Tadjure et Madena. L'année même où Cecil a divorcé d'Arne, elle s'est remariée avec le fermier Hans Nissen Eskelund Frydendal.

## Distinctions
- 1970 : (international) « Honor List »[2], de l' IBBY, pour Silas og den sorte hoppe
- 1976 : Prix Hans-Christian-Andersen, catégorie Écriture
- 1998 : prix de l'Académie danoise de langue et de littérature

Elle figure dans le Canon de la culture danoise, catégorie Canon des enfants, pour son ouvrage Silas og den sorte hoppe.

## Œuvres
- Sur la piste du léopard, Castor Poche Flammarion, 1993.